# 다카하마역 (이바라키현)
다카하마역(일본어: 高浜駅, たかはまえき)은 일본 이바라키현 이시오카시에 있는 동일본 여객철도의 철도역이다.

## 역 구조
2면 3선 형태의 지상역이다. 동쪽에 단식 승강장 1면 1선, 서쪽에 섬식 승강장 1면 2선이 갖추어져 있으며, 서쪽에 있는 역사를 기준으로 1번선, 2번선, 3번선(단식)으로 번호가 정해져 있다. 하행선만 대피가 가능한 역으로, 하행선 특급의 대피를 위해 3번선이 사용된다.

### 승강장
| 1 | ■ 조반선 | 쓰치우라 · 마쓰도 · 우에노 · 도쿄 · 시나가와 방면 (우에노도쿄라인) |
| 2 | ■ 조반선 | 도모베 · 미토 · 다카하기 · 이와키 방면                             |
| 3 | ■ 조반선 | 도모베 · 미토 · 다카하기 · 이와키 방면 (대피선)                    |

## 역사
- 1895년 11월 4일 - 일본 철도의 역으로서 개업.
- 1906년 11월 1일 - 국유화로 국유철도의 소속이 되었다.
- 1987년 4월 1일 - 민영화에 따라 동일본 여객철도의 소속이 되었다.
- 2001년 11월 18일 - 스이카의 사용이 개시되었다.

## 인접역
| 동일본 여객철도      | 동일본 여객철도 | 동일본 여객철도        |
| -------------------- | --------------- | ---------------------- |
| 간다쓰 시나가와 방면 | ■조반선         | 이시오카 다카하기 방면 |